# Список самых высоких мостов (от настила до поверхности)
Ниже представлен список самых высоких мостов мира, измерение — от настила (дорожного полотна) до самой низкой точки пересекаемой преграды (поверхности реки, дна ущелья и т. д.) В целях разумности охвата списка, сюда включены только мосты высотой более 250 метров — таковых, по состоянию на август 2023 года, в мире насчитывается 46 (подавляющее большинство из них — в Китае). В списке присутствуют не только мосты, но и, в единичных случаях, виадуки (которые являются транспортными сооружениями мостового типа).

## Список (>250 м)
Сортировка по умолчанию — по высоте, по убыванию. Также любой столбец можно отсортировать по алфавиту/в обратном порядке (по убыванию/возрастанию), нажав на заглавие столбца.
| Название                          | Фото | Высота, м | Местонахождение                                                         | Год открытия | Комментарии, ссылки |
| --------------------------------- | ---- | --------- | ----------------------------------------------------------------------- | ------------ | --- |
| Дугэ                              |      | 565       | Китай, Гуйчжоу/Юньнань, Люпаньшуй/Цюйцзин                               | 2016         | Пересекает реку Бэйпаньцзян. |
| через Сыдухэ                      |      | 496       | Китай, Хубэй, Эньши-Туцзя-Мяоский автономный округ                      | 2009         | |
| Пули                              |      | 485       | Китай, Юньнань, Цюйцзин, Сюаньвэй                                       | 2015         | |
| Таку                              |      | 461       | Китай, Юньнань, Лицзян                                                  | 2020         | Пересекает реку Цзиньшацзян. |
| Ячи                               |      | 434       | Китай, Гуйчжоу, Бицзе/Гуйян                                             | 2016         | Пересекает реку Уцзян. |
| Циншуйхэ                          |      | 406       | Китай, Гуйчжоу, Гуйян, Вэнъань                                          | 2015         | |
| хребта Эгигио                     |      | 393       | Папуа — Новая Гвинея, Саутерн-Хайлендс                                  | 2005         | Трубопроводный мост. Используется для транспортировки нефти                                                                                           |
| Балуарте                          |      | 390       | Мексика, Синалоа/Дуранго                                                | 2013         | Самый высокий мост обеих Америк. |
| Люгуанхэ                          |      | 375       | Китай, Гуйчжоу                                                          | 2017         | Пересекает реку Уцзян. |
| Балинхэ                           |      | 370       | Китай, Гуйчжоу, Аньшунь, Гуаньлин-Буи-Мяоский автономный уезд           | 2009         | Мост позволил сократить время в пути между городами Куньмин и Гуйян с 60 до 4 минут.                                                                  |
| Бэйпаньцзян                       |      | 366       | Китай, Гуйчжоу, Аньшунь, Гуаньлин-Буи-Мяоский автономный уезд           | 2003         | |
| через реку Димухе                 |      | 360       | Китай, Гуйчжоу, Люпаньшуй                                               | 2016         | Пересекает реку Уцзян. |
| Чинаб                             |      | 359       | Индия, Джамму и Кашмир, Джамму, Риаси                                   | 2022         | Пересекает реку Чинаб. Строительство было завершено в августе 2022 года, открытие состоялось 6 июня 2025 года.                                        |
| через Лючунхэ                     |      | 340       | Китай, Гуйчжоу, Бицзе, Чжицзинь/Цяньси                                  | 2013         | |
| Айчжай                            |      | 336       | Китай, Хунань, Сянси-Туцзя-Мяоский автономный округ, Цзишоу             | 2012         | |
| Лишуй                             |      | 330       | Китай, Хунань, Сянси-Туцзя-Мяоский автономный округ, Чжанцзяцзе         | 2013         | |
| Бэйпаньцзян                       |      | 318       | Китай, Гуйчжоу, Аньшунь/Цяньсинань-Буи-Мяоский автономный округ, Цинлун | 2009         | |
| Чацзяотан                         |      | 315       | Китай, Гуйчжоу, Цзуньи, Сишуй                                           | 2020         | |
| Надзихэ                           |      | 310 (285) | Китай, Гуйчжоу, Гуйян                                                   | 2016         | |
| через реку Сянцзян                |      | 307       | Китай, Гуйчжоу, Цзуньи                                                  | 2021         | |
| Пинтан                            |      | 305       | Китай, Гуйчжоу, Пинтан                                                  | 2019         | |
| Люгуанхэ                          |      | 297       | Китай, Гуйчжоу                                                          | 2001         | Пересекает реку Уцзян. |
| Цинлун                            |      | 295       | Китай, Гуйчжоу, Цяньсинань-Буи-Мяоский автономный округ/Аньшунь         | 2016         | |
| через Чжицзинхэ                   |      | 294       | Китай, Хубэй, Эньши-Туцзя-Мяоский автономный округ                      | 2009         | |
| Лунцзян                           |      | 292       | Китай, Юньнань, Баошань                                                 | 2016         | |
| Ройал-Гордж                       |      | 291       | США, Колорадо, Фримонт                                                  | 1929         | Пешеходный мост, известная туристическая достопримечательность. Пересекает реку Арканзас. Самый высокий мост США с 1929 года по настоящее время.      |
| через реку Сикси                  |      | 288       | Китай, Гуйчжоу, Бицзе, Дафан                                            | 2015         | |
| Синканг                           |      | 285       | Китай, Сычуань, Гардзе-Тибетский автономный округ, Джагсамка            | 2018         | Пересекает реку Дадухэ. |
| через реку Сунси                  |      | 280       | Китай, Чунцин                                                           | 2018         | |
| Мийо                              |      | 277       | Франция, Окситания, Аверон                                              | 2004         | Связывает городки Мийо и Крессель, пересекает реку Тарн. Занимает 1-е место в «списке самых высоких мостов мира (от верхушки до нижней части опоры)». |
| Шуйбай                            |      | 275       | Китай, Гуйчжоу, Люпаньшуй                                               | 2001         | |
| Ячи                               |      | 272       | Китай, Гуйчжоу, Бицзе/Гуйян                                             | 2019         | Пересекает реку Уцзян. |
| Майка О’Каллагана — Пэта Тиллмана |      | 271       | США, Невада (Кларк), Аризона (Мохаве)                                   | 2010         | Пересекает реку Колорадо. |
| Нью-Ривер-Гордж                   |      | 267       | США, Западная Виргиния, Фейетт                                          | 1977         | Пересекает реку Нью-Ривер. |
| через водохранилище Лянхекоу      |      | 265       | Китай, Сычуань, Гардзе-Тибетский автономный округ, Ньягчука             | 2019         | |
| Цзунсихэ                          |      | 264       | Китай, Гуйчжоу, Бицзе, Наюн                                             | 2015         | |
| Улиншань                          |      | 263       | Китай, Чунцин, Пэншуй-Мяо-Туцзяский автономный уезд                     | 2009         | |
| Цюбэй Наньпаньцзян                |      | 262       | Китай, Юньнань, Вэньшань-Чжуан-Мяоский автономный округ, Цюбэй          | 2016         | Пересекает реку Наньпаньцзян. |
| Гуншуйхэ                          |      | 260       | Китай, Хубэй, Эньши-Туцзя-Мяоский автономный округ, Сюаньэнь            | 2014         | |
| Уцзянтэ                           |      | 260       | Китай, Гуйчжоу                                                          | 2016         | |
| Чжанцзяцзе                        |      | 260       | Китай, Хунань, Чжанцзяцзе                                               | 2016         | Известная туристическая достопримечательность: самый длинный и самый высокий стеклянный мост в мире.                                                  |
| Италия                            |      | 259       | Италия, Калабрия, Лаино-Борго                                           | 1974         | Пересекает реку Лао. Несёт на себе автостраду A2. |
| Цзянцзихэ                         |      | 256       | Китай, Гуйчжоу, Вэнъань                                                 | 1995         | |

## Известные мосты высотой 200—250 м
Ниже перечислены несколько известных мостов мира, имеющих высоту от 200 до 250 метров.
| Название       | Фото | Высота, м | Местонахождение                                                        | Год открытия | Комментарии, ссылки |
| -------------- | ---- | --------- | ---------------------------------------------------------------------- | ------------ | --- |
| Сфаласса       |      | 250       | Италия, Реджо-ди-Калабрия, Баньяра-Калабра                             | 1973         | |
| Форестхилл     |      | 223       | США, Калифорния, Пласер                                                | 1973         | Пересекает реку Норт-Форк-Американ-Ривер, соединяет город Оберн и посёлок Форестхилл. Мост «снимался» в фильмах «Фантом» (1996), «Три икса» (2002), «Голая правда» (2009).                                                                           |
| Коргу          |      | 220       | Португалия, Север, Вила-Реал                                           | 2013         | Пересекает реку Коргу. |
| Данинхэ        |      | 219       | Китай, Чунцин, Ушань                                                   | 2010         | |
| Блукранс       |      | 216       | ЮАР, Восточно-Капская провинция/Западно-Капская провинция, Какаду/Эден | 1984         | На мосту находится пункт коммерческого банджи-джампинга Bloukrans Bridge Bungy, самого высокого в мире среди подобных: человек проводит в полёте около 160 метров. Именно с Блукранс в 1990 году был совершён первый банджи-прыжок с моста в Африке. |
| Глен-Каньон    |      | 213       | США, Аризона, Коконино                                                 | 1959         | |
| Сочинский мост |      | 207       | Россия, Краснодарский край                                             | 2014         | Длина — 439 м, на мосту одновременно может находиться до 3000 человек. 2-е место в списке «13 самых впечатляющих пешеходных мостов мира» по версии CNN Travel (2019).                                                                                |
| Тамина         |      | 200       | Швейцария, Санкт-Галлен, Пфеферс                                       | 2017         | Пересекает ущелье Тамина. |

## Хронология
Сортировка по умолчанию — по годам, хронологически (столбец «Год открытия»). Также любой столбец можно отсортировать по алфавиту/в обратном порядке (по убыванию/возрастанию), нажав на заглавие столбца.
| Название                 | Фото | Годы лидерства      | Высота, м | Местонахождение                                               | Год открытия  | Комментарии, ссылки |
| ------------------------ | ---- | ------------------- | --------- | ------------------------------------------------------------- | ------------- | --- |
| Мост акведука Пон д’Аэль |      | 3 г. до н. э. — 106 | 66        | Италия, Валле-д’Аоста, Эмавиль                                | 3 г. до н. э. | Древнеримский акведук. Туристическая достопримечательность: в том, что когда-то было водотоком, ныне проходит пешеходная тропа.                  |
| Алькантарский мост       |      | 106—1350            | 72        | Испания, Касерес, Алькантара                                  | 106           | Древнеримский мост. Пересекает реку Тахо. Самый высокий мост в мире на протяжении более чем двенадцати веков.                                    |
| Мост Башен               |      | 1350—1751           | 80        | Италия, Перуджа, Сполето                                      | 1350          | Акведук — арочный мост. |
| Пуэнте-Нуэво             |      | 1751—1839           | 120       | Испания, Малага, Ронда                                        | 1793          | Строительство продолжалось 42 года. |
| Перепелиный мост         |      | 1839—1912           | 147       | Франция, Верхняя Савойя, Сен-Жюльен-ан-Женевуа                | 1839          | |
| Сиди М’Сид               |      | 1912—1922           | 175       | Алжир, Константина                                            | 1912          | Пересекает реку Румель. |
| Ниук                     |      | 1922—1929           | 190       | Швейцария, Вале, Аннивье                                      | 1922          | Пересекает речушку Навизенсе. Состоит из водопровода и пешеходного моста.                                                                        |
| Ройал-Гордж              |      | 1929—2001           | 291       | США, Колорадо, Фримонт                                        | 1929          | Пешеходный мост, известная туристическая достопримечательность. Пересекает реку Арканзас. Самый высокий мост США с 1929 года по настоящее время. |
| Люгуанхэ                 |      | 2001—2003           | 297       | Китай, Гуйчжоу                                                | 2001          | Пересекает реку Уцзян. Несёт шоссе Годао 321. |
| Бэйпаньцзян              |      | 2003—2005           | 366       | Китай, Гуйчжоу, Аньшунь, Гуаньлин-Буи-Мяоский автономный уезд | 2003          | |
| хребта Эгигио            |      | 2005—2009           | 393       | Папуа — Новая Гвинея, Саутерн-Хайлендс                        | 2005          | Трубопроводный мост. Используется для транспортировки нефти                                                                                      |
| через Сыдухэ             |      | 2009—2016           | 496       | Китай, Хубэй, Эньши-Туцзя-Мяоский автономный округ            | 2009          | |
| Дугэ                     |      | 2016 — н. в.        | 565       | Китай, Гуйчжоу/Юньнань, Люпаньшуй/Цюйцзин                     | 2016          | Пересекает реку Бэйпаньцзян. |